# 蔡國
蔡國，中國歷史上春秋戰国時代的一個諸侯国，国君為姬姓。轄地大致為現在的河南省上蔡县一带。

## 沿革
周武王灭商後，封其五弟叔度于蔡。楊寬認為「蔡」「祭」古音同，通用。蔡叔所封之蔡原在祭，建都於蔡。
周朝初年，兩代蔡侯接力筑城，終于建起一道古城墙。這道有千年歷史的城墙至今還存在，位於今河南省鄭州市金水區祭城路街道。
周武王死後，周公攝政，蔡叔度與管叔鲜等不信任，因而發動管蔡之亂，周公東征打敗蔡叔，遷之，與車十乘，徙七十人從。……蔡叔度既遷而死。其子曰胡，胡乃改行，率德馴獸。……於是周公言於成王，復封胡於蔡，以奉蔡叔之祀，是為蔡仲。」（《史記．管蔡世家》）此為蔡國二度受封，遷都今河南省上蔡縣。
春秋初年，蔡國尚出兵與魯、宋等伐鄭。前684年楚國利用蔡國、息國二國的矛盾，出兵俘虜蔡哀侯，將蔡國納入楚國控制範圍。從此，在楚的壓迫下蔡國深受其害。前531年，楚一度滅蔡，三年後蔡平侯復國，並遷都呂亭（今河南新蔡）。前506年蔡國曾隨吳國伐楚，並攻入郢都。前493年在楚國的逼迫下，蔡昭侯遷都州來（安徽鳳臺），經五世，最終於前447年為楚所併。
蔡國亡後，其遺族多以國名為氏，即後世之蔡姓。從秦漢時期集中於中原地區的蔡姓逐漸往海岸線遷徙定居，至今主要集中於廣東、福建、浙江、江蘇等東南沿海地區。

## 蔡國君主列表及在位年份
蔡國自蔡叔度就國到蔡侯齊被楚國滅，共歷26任君主。
|    | 稱號                    | 國君名                | 在位年數         | 在位年份                              | 出身與關係                                                            | 資料出處                             | 備注                                                                                                   |
| -- | ----------------------- | --------------------- | ---------------- | ------------------------------------- | --------------------------------------------------------------------- | ------------------------------------ | --- |
| 1  | 蔡叔度                  | 度                    | 約6年            | 前1045年─前1040年左右                 | 周文王子，周武王弟                                                    | 《史記·蔡世家》                      | 武王克殷後大約隔年封為諸侯。武王死後與管叔，武庚起兵叛亂，周公東征三年始平亂，被流放                   |
| 2  | 蔡仲胡                  | 胡                    |                  | 成、康時期                            | 蔡叔度之子                                                            | 《史記·蔡世家》 陳夢家《西周年代考》 | 周公命蔡叔度子仲繼位                                                                                   |
| 3  | 蔡伯荒                  | 荒                    |                  | 昭、穆時期                            | 蔡仲胡之子                                                            | 《史記·蔡世家》 陳夢家《西周年代考》 | |
| 4  | 蔡宮侯                  | （失載）              |                  | 共、懿時期                            | 蔡伯荒之子                                                            | 《史記·蔡世家》 陳夢家《西周年代考》 | |
| 5  | 蔡厲侯                  | （失載）              |                  | ？─前864年（孝、夷時期）              | 蔡宮侯之子                                                            | 《史記·蔡世家》 陳夢家《西周年代考》 | |
| 6  | 蔡武侯                  | （失載）              | 28年             | 前863年—前837年                       | 蔡厲侯之子                                                            | 《史記·蔡世家》                      | |
| 7  | 蔡夷侯                  | （失載）              | 28年             | 前837年—前809年                       | 蔡武侯之子                                                            | 《史記·蔡世家》                      | 夷侯十一年，周宣王即位。                                                                               |
| 8  | 蔡侯                    | 所事                  | 48年             | 前809年—前761年                       | 蔡夷侯之子                                                            | 《史記·蔡世家》                      | 釐侯三十九年，周幽王被殺，周東遷，秦出兵護送，故始得列爲諸侯（秦襄公）                                 |
| 9  | 蔡共侯                  | 興                    | 2年              | 前761年—前760年                       | 蔡侯之子                                                              | 《史記·蔡世家》                      | |
| 10 | 蔡戴侯                  | （失載）              | 10年             | 前759年—前750年                       | 蔡共侯之子                                                            | 《史記·蔡世家》                      | |
| 11 | 蔡宣侯                  | 姬措父 《左傳》作考父 | 35年             | 前749年—前715年                       | 蔡戴侯之子                                                            | 《史記·蔡世家》 《左傳》隱公八年     | 宣侯二十八年，魯隱公立。                                                                               |
| 12 | 蔡桓侯                  | 封人                  | 20年             | 前714年—前695年                       | 蔡宣侯之子                                                            | 《史記·蔡世家》                      | 桓侯三年，魯隱公被弒。                                                                                 |
| 13 | 蔡哀侯                  | 獻舞                  | 20年             | 前694年—前675年                       | 蔡宣侯之子、蔡桓侯之弟                                                | 《史記·蔡世家》                      | 哀侯十一年，得罪息侯夫人，息侯請楚文王擊之，故被楚國擄，九年後死於楚地。                               |
| 14 | 蔡繆侯 《左傳》作蔡穆侯 | 肸                    | 29年             | 前674年—前646年                       | 蔡哀侯之子                                                            | 《史記·蔡世家》 《左傳》僖公六年     | 蔡人所立。十八年，因蕩舟之姬得罪齊桓公而被擄。                                                         |
| 15 | 蔡莊侯                  | 甲午                  | 34年             | 前645年—前612年                       | 蔡繆侯之子                                                            | 《史記·蔡世家》                      | 三年，齊桓公卒。十四年，晉文公敗楚。二十年，楚太子商臣弒父。二十五年，秦穆公卒。三十三年，楚莊王即位。 |
| 16 | 蔡文侯                  | 申                    | 20年             | 前611年—前592年                       | 蔡莊侯之子                                                            | 《史記·蔡世家》                      | 十四年，楚莊王伐陳。十五年，鄭降楚，楚釋之。                                                           |
| 17 | 蔡景侯                  | 固                    | 49年             | 前591年—前543年                       | 蔡文侯之子                                                            | 《史記·蔡世家》                      | 元年，楚莊王卒。四十九年，景侯爲太子聯姻楚國，卻扒灰，終被太子弒                                       |
| 18 | 蔡靈侯                  | 般                    | 12年             | 前542年—前531年                       | 蔡景侯之子                                                            | 《史記·蔡世家》                      | 二年，楚公子圍弒王自立。陳司徒招弒其君哀公。楚滅陳。十二年，楚滅蔡，以楚公子棄疾爲蔡公。               |
|    | 蔡公棄疾                | （羋）棄疾            | 4年              | 前531年—前528年                       | 楚靈王之弟                                                            | 《史記·蔡世家》                      | 即楚平王                                                                                               |
| 19 | 蔡平侯                  | 廬                    | 9年              | 前530年—前522年 （追述元年至前530年） | 蔡景侯之子、蔡靈侯之弟 《世本》及《左傳》皆作蔡靈侯之孫、隱太子友之子 | 《史記·蔡世家》 《左傳》昭公十三年   | 前528年即位，蔡國復國。即位之初，殺隱太子友。                                                          |
| 20 | 蔡侯朱                  | 朱                    | 1年              | 前521年                               | 蔡平侯之子                                                            | 《左傳》昭公二十年、二十一年         | 《史記》                                                                                               |
| 21 | 蔡悼侯                  | 東國                  | 3年 （當年改元） | 前521年—前519年                       | 蔡靈侯之孫，蔡隱太子友之子                                            | 《史記·蔡世家》                      | |
| 22 | 蔡昭侯                  | 申                    | 28年             | 前518年—前491年                       | 蔡隱太子友之子，蔡悼侯之弟                                            | 《史記·蔡世家》                      | |
| 23 | 蔡成侯 徐廣言或作蔡景侯 | 朔                    | 19年             | 前490年—前472年                       | 蔡昭侯之子                                                            | 《史記·蔡世家》                      | |
| 24 | 蔡聲侯                  | 產                    | 15年             | 前471年—前457年                       | 蔡成侯之子                                                            | 《史記·蔡世家》                      | |
| 25 | 蔡元侯                  | （失載）              | 6年              | 前456年—前451年                       | 蔡聲侯之子                                                            | 《史記·蔡世家》                      | |
| 26 | 蔡侯齊                  | 齊                    | 4年              | 前450年—前447年                       | 蔡元侯之子                                                            | 《史記·蔡世家》                      | 蔡國滅亡                                                                                               |

## 其他人物
公子
- 公子燮，蔡莊侯子
- 公子履，蔡莊侯子
- 公子朝，蔡文侯子
- 蔡隱太子，蔡靈侯子
- 公子，蔡昭侯子
- 公子元，蔡昭侯子
- 公子駟
- 公孫獵
- 公孫姓
- 公孫盱，又稱公孫霍（《左傳·哀公四年》）
- 公孫翩
- 公孫辰

公族
- 朝氏
  - 公子朝
  - 朝聲子公孫歸生，字子家，公子朝子
  - 公孫朝吳，公孫歸生子

诸臣
- 文之鍇，《左傳·哀公四年》

## 延伸阅读
[在维基数据编辑]
 《史記/卷035》，出自司馬遷《史記》